# Giancarlo Pittelli
Giancarlo Pittelli (Catanzaro, 9 febbraio 1953) è un avvocato e politico italiano, ex parlamentare di Forza Italia, massone, condannato in primo grado nel 2023 per concorso esterno in associazione mafiosa.

## Biografia
Avvocato penalista, ex coordinatore regionale di Forza Italia in Calabria, appartenente alla massoneria. È stato eletto deputato nel 2001, candidato per la Casa delle Libertà nel collegio uninominale di Soverato e, nel corso della legislatura, è stato membro della commissione giustizia alla Camera dei deputati.
Laureato in giurisprudenza presso l'Università La Sapienza di Roma il 21 luglio del 1975, esercita la professione di avvocato cassazionista.
Avvocato di società di rilievo internazionale nel campo dell'energia e delle costruzioni generali. Consulente di aziende private. Ha ricoperto diversi incarichi di rilievo pubblico.
Nel 1980 eletto consigliere comunale di Catanzaro nelle file della Democrazia Cristiana. Assessore comunale alla cultura dal 1985 al 1989.
Membro del consiglio direttivo e segretario della Camera Penale di Catanzaro.
Presidente del consiglio di amministrazione della SaCal, società di gestione dell'Aeroporto di Lamezia Terme dal 1999 al 2001.
Ha scritto centinaia di articoli in materia di amministrazione della giustizia ed ha partecipato ad innumerevoli convegni sul medesimo tema.
Alle elezioni politiche del 2006 viene eletto al Senato della Repubblica per le liste di Forza Italia in Calabria.
Dal 2006 al 2008 è stato presidente della nuova società calcistica Catanzaro in serie C2, che prese il posto della "Unione Sportiva Catanzaro".
Alle successive elezioni politiche del 2008 ritorna alla Camera per le liste de Il Popolo della Libertà.
Il 7 settembre 2011 lascia il partito e aderisce al gruppo misto.
Il 3 novembre 2011 firma insieme a tre deputati già ex PdL Roberto Antonione, Giustina Destro e Fabio Gava una lettera in cui invitano il premier Silvio Berlusconi ad agire da uomo di Stato e formare un nuovo Governo. La lettera è sottoscritta in modo inaspettato anche da due deputati ancora nel PdL considerati dei falchi berlusconiani per la loro fedeltà al premier e la totale condivisione del suo agire politico e personale come Isabella Bertolini e Giorgio Stracquadanio.
L'8 novembre 2011, è uno dei deputati della maggioranza che non vota il rendiconto generale dello Stato per il 2010 portando alla crisi del Governo Berlusconi IV e le rispettive dimissioni del premier.
Il 12 novembre 2011 Pittelli fonda insieme a due deputati ex PdL Roberto Antonione e Fabio Gava e Giustina Destro e all'ex capogruppo di Popolo e Territorio Luciano Mario Sardelli una nuova componente nel Gruppo misto denominata "Liberali per l'Italia-PLI".
Il 14 marzo 2012 aderisce a Forza del Sud di Gianfranco Micciché.
Il 31 gennaio 2013 risulta difensore di Francesco Furchì, con quest'ultimo poi condannato per l'omicidio di Alberto Musy, già candidato sindaco di Torino per l'UDC.
Nell'aprile 2017 aderisce a Fratelli d'Italia, per poi ritornare in Forza Italia nel 2021.

## Procedimenti giudiziari

### InchiestaPoseidone
Pittelli è stato uno dei principali indagati nell'inchiesta "Poseidone", condotta dal PM Luigi de Magistris su presunti illeciti nella gestione dei fondi comunitari nel settore della depurazione, con l'accusa di associazione per delinquere finalizzata al riciclaggio e violazione della legge Anselmi sulle associazioni segrete, prima che l'inchiesta fosse tolta al PM dal procuratore Mariano Lombardi. Successivamente è stata disposta l'archiviazione della sua posizione per insussistenza della notizia di reato dopo le indagini svolte da due diversi PM (Salvatore Curcio e Giuseppe Borrelli).
Nel 2007 l'ex magistrato de Magistris ha denunciato l'avvocato Pittelli alla Procura di Salerno per il delitto di corruzione in atti giudiziari. Il Tribunale di Salerno, in data 20 aprile 2016, assolse Pittelli per insussistenza dei fatti denunciati. La Corte d'appello invece ha dichiarato commesso, ma estinto per prescrizione, il reato di abuso d'ufficio. Per tale vicenda Pittelli ha intentato un'azione risarcitoria nei confronti dello Stato italiano e di alcuni magistrati.

### InchiestaRinascita Scott
Avvocato di lungo periodo di Luigi Mancuso, il 19 dicembre 2019 viene arrestato nell'ambito del blitz "Rinascita-Scott", che ha portato a 334 arresti tra le organizzazioni di 'ndrangheta di Vibo Valentia facenti capo alla cosca Mancuso. L'accusa formulata dai magistrati per Pittelli è di associazione per delinquere di stampo mafioso.
Il 17 ottobre 2020 gli erano stati concessi gli arresti domiciliari per ragioni di salute. In seguito i suoi legali hanno presentato più volte al Tribunale del Riesame richiesta di revoca dei domiciliari, che tuttavia non è stata accolta.
Il 6 febbraio 2023 il Tribunale del Riesame di Catanzaro, a seguito di annullamento con rinvio disposto dalla Corte di Cassazione, dispone l'accoglimento dell'appello cautelare presentato dai legali dello stesso e dispone la revoca della misura domiciliare per insussistenza indiziaria circa il reato di concorso esterno contestato.
A novembre 2023 è stato condannato a 11 anni di carcere per concorso esterno in associazione mafiosa. Pochi giorni dopo Pittelli è stato arrestato e posto ai domiciliari con l'accusa di bancarotta fraudolenta patrimoniale in quanto amministratore di fatto di una società già in liquidazione poi dichiarata fallita.

### InchiestaMala Pigna
Il 19 ottobre 2021 è stato posto sotto custodia cautelare in carcere con l'accusa di concorso esterno in associazione mafiosa nell'ambito di una inchiesta coordinata dalla DDA di Reggio Calabria, avente per oggetto un traffico di rifiuti gestito dalla cosca ‘ndranghetista Piromalli. Il Tribunale del Riesame successivamente gli ha concesso i domiciliari ma, avendo violato le disposizioni dei giudici indirizzando corrispondenza epistolare all'allora ministro per il Sud e la coesione territoriale Mara Carfagna, l'8 dicembre 2021 è stata nuovamente disposta la detenzione in carcere.
Il 17 marzo 2023 il Tribunale del Riesame di Reggio Calabria dispone la revoca della misura domiciliare, facendo tornare Pittelli in libertà.